# Telchac Puerto
Telchac Puerto ist eine kleine Hafenstadt im Norden der mexikanischen Halbinsel Yucatán mit etwa 2000 Einwohnern. Telchac Puerto liegt im Bundesstaat Yucatán und ist Verwaltungssitz des Municipio Telchac Puerto.

## Lage und Klima
Telchac Puerto liegt nur wenige Kilometer östlich der Laguna Rosada etwa 68 km (Fahrtstrecke) nordöstlich von Mérida bzw. etwa 44 km östlich der Hafenstadt Progreso; der Ort Telchac Pueblo liegt ca. 15 km südlich. Das subtropische bis tropische Klima ist – wie in der gesamten Karibik – schwülheiß. Die Jahresdurchschnittstemperatur beträgt tagsüber ca. 31°; nachts fällt das Thermometer nur selten unter 20°. Die jährliche Niederschlagsmenge liegt bei etwa 600 mm, wobei in den Sommermonaten Juni bis September der meiste Regen fällt.

## Bevölkerung
| Jahr      | 2000 | 2005 | 2010 | 2020 |
| Einwohner | 1594 | 1626 | 1726 | 1915 |

Die Mehrheit der Bevölkerung ist mayastämmig.

## Wirtschaft
Der Ort lebte lange Zeit vom Fischfang und von der Salzgewinnung. Seit den 1980er Jahren spielt der Tourismus – vorwiegend für Mexikaner – eine immer größer werdende Rolle; Strände, Hotels, Restaurants bieten die notwendige Infrastruktur. In der Nähe liegt die Playa de Coco, einer der wenigen Strände Mexikos, auf denen die Kokospalmen das seit den 1980er Jahren weltweit grassierende Palmensterben (lethal yellowing = „tödliches Vergilben“) überlebt haben.

## Umgebung
Etwa 6 km südwestlich liegen die durchaus sehenswerten Ruinen der kleinen Mayastadt Xcambó, in die eine kolonialzeitliche Kapelle (capilla abierta) hineingebaut wurde.